# 浅井浄
浅井 浄（あさい きよし、1940年2月6日 - ）は、兵庫県出身の日本の元陸上競技選手。専門は短距離走。陸上競技引退後にプロ野球阪急ブレーブスでマネージャーやトレーニングコーチを務めた。

## 来歴
父は軍医で、終戦時には父が赴任していたベトナムにおり、フランス語の方が堪能だったという。日本への帰国まで長引いたため小学校には2年遅れて入り、日本語の拙さを周囲に揶揄されて母が通訳のために来たこともあった。明石市立衣川中学校から兵庫県立明石高等学校の時期に、短距離走で好成績を上げるようになる。兵庫県立明石高等学校から関西学院大学に進む。大学では小学生の時とは逆にフランス語の単位に苦しんだという。
在学中、関西学生対校選手権（関西インカレ）では1960年から1963年まで100メートル (m)で4連覇を達成。
1961年には第2回夏季ユニバーシアード（ソフィア）の代表となり、400mリレー（第2走）では当時の日本タイ記録となる41秒2で2位に入賞する。
1962年にはアジア競技大会（ジャカルタ）の代表に選ばれた（100mは準決勝で敗退）。
1963年には第32回日本学生陸上競技対校選手権大会（日本インカレ）の100mで優勝。8月24日の近畿陸上選手権大会（王子陸上競技場）では100mで自己ベストとなる10秒5を記録し、日本の年間ランキング1位（同タイム複数あり）に名を連ねた。
1964年東京オリンピックに際しては、練習環境を変えたくないという理由であえて留年して大学に残った。オリンピックの400mリレー代表に選ばれる。オリンピック本番では第3走（他のメンバーは1走：飯島秀雄、2走：蒲田勝、4走：室洋二郎）を務めて日本新記録（40秒6）を樹立したが、日本チームは2次予選（準決勝）で敗退した。浅井は後年の回想で、メンバーはみな個人競技でのライバル意識が強く、直前のリレー練習でもバトンパスを「真剣に練習した覚えはない」と語り、チームワークがなかったことを指摘している。
大学卒業後、京阪神急行電鉄（現在の阪急電鉄、企業としては現・阪急阪神ホールディングス）に入社。入社は「通学で身近だった」という理由で、新入社員時には電車運転士の資格を取らされて短期間乗務に就いたのち、経理を学んでから宣伝課でラジオコマーシャルを制作する仕事を担当した。
1968年12月に阪急ブレーブス球団への出向を突然命じられ、マネージャーに任命される。当時の浅井はブレーブスに関してはまったく興味も知識もない状態だった。電鉄社員のマネージャー出向は、1966年オフに監督の西本幸雄が実施した「信任投票事件」を教訓に、電鉄本社と球団の意思疎通をよくするために導入されたもので、浅井は2代目の出向マネージャーだった。出向後はチームの「裏方」として慣れない仕事をこなした。1969年の高知キャンプの際、ランニングだけというトレーニングに思わず「こら、アカンな」と口にしたのを監督の西本が耳にして、トレーニングメニューの作成を求められる。浅井は野球界では珍しかった筋力トレーニングを提案、これを機にトレーニングコーチも兼任した。
浅井はその経歴を見込まれて選手に走法のトレーニングをおこない、その一人に入団間もない福本豊がいた。浅井は低い姿勢のフォームを教え、福本は自著で「両ヒジが横振れしない走り方を教わった」と記している。浅井は読売新聞の取材に対しては、塁間で加速する技術をつけるため、軸をぶらさないことを徹底させたと述べている。同じ1969年にロッテオリオンズに代走専門選手として入団した飯島秀雄とは球場で軽く言葉を交わす程度だったが、気にかかっていたという。
監督の西本からの信任は篤く、浅井も「（マネージャーを）続けられたんは監督のおかげや」と述べている。それだけに西本が退任して近鉄バファローズの監督になるとわかったときにはショックを受けたという。2011年に西本が死去した際には、悲しすぎるという理由で葬儀に参列しなかった。
1975年からはランニングコーチ専任となる。1977年までブレーブスのコーチを務めた後、フロントに入った。1985年秋に開発室の課長として電鉄本社に復帰し、リゾート開発などに携わった。
2017年時点では兵庫県宝塚市に在住。